# Cua de ventall australià
El cua de ventall australià (Rhipidura leucophrys) és una espècie d'ocell de l'ordre dels Passeriformes nativa d'Austràlia, Nova Guinea, les Illes Salomó, l'Arxipèlag Bismarck, i l'est d'Indonèsia. És una au molt comuna dins de la seva àrea de distribució, vivint en la majoria dels hàbitats exceptuant els boscos densos. Mesura de 19,0 a 21,5 cm de llarg.